# Frutos María Martínez
Frutos María Martínez (Hontoria de Valdearados, Burgos, 21 de enero de 1959) es un escultor y pintor español especializado en el arte reciclado. Sus obras son realizadas a partir de maderas y pecios de mar recogidos de las costas del Mar Mediterráneo. 

## Biografía
Frutos María es hijo de don Julián María y doña Aurelia Martínez, agricultores en la pequeña localidad de Hontoria de Valdearados, provincia de Burgos.
A la edad de 14 años se matricula en la escuela profesional “La Sindical” en Aranda de Duero donde estudia “Maestría Industrial”. 
En 1985 se traslada a Alicante, donde conoce al arquitecto y artista plástico Juan Guardiola Gaya, quien introduce a Frutos María en el círculo de artistas, galerías y exhibiciones en Alicante y se convierte en su mentor.
Actualmente reside en Alicante junto a su esposa Ana y sus tres hijos, Miguel, Paula y Julián.

## Obra
La vida y trayectoria de Frutos María Martínez se ve marcada por su profunda preocupación por la contaminación ambiental y el daño que provoca la basura desechada en los ecosistemas de mares y océanos. Ello le impulsa a utilizar materiales que recoge en la costa para la creación de sus obras. Hace su primera exposición colectiva en 2008, y desde entonces realiza numerosas muestras colectivas e individuales, trabajando tanto la escultura como la pintura y utilizando materiales como el hierro, la piedra, el plomo, el corcho, resinas, pigmentos, arena, madera y el hormigón armado.
Frutos María es el autor de la obra entregada a los galardonados con el Premio "Importantes" de Información. Se trata de una pieza denominada "Armonía Vertical" elaborada con hierro macizo forjado a base de soldadura, con oxidación y pátina de acabado. La pieza fue expuesta durante la gala de los «Importantes» de INFORMACIÓN de 2024, celebrada en el Auditorio de la Diputación de Alicante(ADDA) . Durante esta edición número 39, se obsequió a los 18 galardonados con una estatuilla de Frutos María; una preciada obra de arte que fue exhibida en la ciudad de Nueva York el pasado año. En cuanto a la 40 edición de esta destacada gala, los condecorados también se llevarán una estatuilla del famoso escultor. 
El pasado 1 de junio de 2024 donó una escultura para su subasta durante la primera Gala Solidaria Benín-África. El evento tuvo lugar en Benidorm con destino a Mensajeros de la Paz del Padre Ángely la pieza fue adquirida por 7.000 euros. 

## Exposiciones
| Año                   | Título                        | Lugar                                           | Ubicación              |
| --------------------- | ----------------------------- | ----------------------------------------------- | ---------------------- |
| 2011                  | “Eclosión de la forma”        | Club INFORMACIÓN                                | Alicante               |
| 2013                  | “Eclosión de la forma II”     | Antigua Capilla de la Orden Tercera Franciscana | Elche (Alicante)       |
| 2013                  | “Eclosión de la forma III”    | Fundación Cultura Frax                          | Albir (Alicante)       |
| 2014                  | “Eclosión de la forma IV”     | Casa de Cultura Jaume i Fluixà                  | Calpe (Alicante)       |
| 2015                  | “Eclosión de la forma V”      | Casa de Cultura de San Juan                     | San Juan (Alicante)    |
| 2015                  | “Eclosión de la forma VI”     | Salón D. Pedro la Barbera                       | Villajoyosa (Alicante) |
| 2015                  | “Formas y fuerza”             | Gimnasio Arena                                  | Alicante               |
| 2016                  | "Arquitectura pintada"        | Museo del Mar y Castillo Fortaleza              | Santa Pola (Alicante)  |
| 2016                  | “Parte de mi vida             | Palacio de la Diputación de Alicante            | Alicante               |
| 2016                  | "Renovación de la naturaleza" | Fundación Caja Mediterráneo                     | Orihuela (Alicante)    |
| 2017                  | "Nueva Vida"                  | Cabo de Santa Pola                              | Alicante               |
| 2018                  | “JANO”                        | Explanada del Museo de Alicante                 | Alicante               |
| 2019                  | “Migraciones”                 | San Lorenzo del Escorial                        | Madrid                 |
| 2019                  | “Mar de Madera”               | Castillo de Santa Bárbara                       | Alicante               |
| 2020                  | “Acero y pecios del Mar”      | Museo de la Universidad de Alicante             | Alicante               |
| 2021                  | "Motivación"                  | Sala de Exposiciones «Eduardo Chicharro»        | Madrid                 |
| 2021                  | "Sobre mi manto"              | Club Diario Información                         | Alicante               |
| 2022                  | "Creatividad natural"         | Fundación Mediterráneo                          | Alicante               |
| 2023                  | "Contemporary Art Exhibition" | La Nacional - Spanish Benevolent Society        | Nueva York             |
| 2023                  | "Construcción de la mirada"   | Sala de Exposiciones "Pablo Serrano”            | Madrid                 |
| 2023                  | "Arte Infinito"               | Sala Eduardo Chicharro                          | Madrid                 |
| Exhibición permanente | "Eclosión de la naturaleza"   | FUNDESEM Business School                        | Alicante               |

| Año  | Título                                                       | Lugar                                                            | Ubicación                      |
| ---- | ------------------------------------------------------------ | ---------------------------------------------------------------- | ------------------------------ |
| 2008 | “A tres”                                                     | Casa de Cultura de Busot                                         | Busot (Alicante)               |
| 2010 | “Exposición de la obra de Ko Kwinkelenberg y Frutos María”   | -                                                                | Cabo de las huertas (Alicante) |
| 2015 | “La forma por la forma”                                      | Fundación de Cultura Frax                                        | Albir (Alicante)               |
| 2019 | “Geometrías Abiertas”                                        | Colegio Oficial de Aparejadores y Arquitectos Técnicos de Madrid | Madrid                         |
| 2019 | "Espacio Galaxia"                                            | Fernández de los Ríos. 93                                        | Madrid                         |
| 2021 | "Más vida, más camino (Covid-19)" - Exposición Salvador Dalí | Santana Art Gallery                                              | Madrid                         |
| 2021 | "Festiarte" - III International Art Fair                     | Costa del Sol                                                    | Avenida del Mar, Marbella      |
| 2021 | Exposición Colectiva                                         | Espacio Cultural Abierto                                         | Madrid                         |
| 2021 | "Otoño Dorado II"                                            | Eka & Moor Art Gallery                                           | Madrid                         |
| 2022 | "ART FAIM" - 18.ª Edición de Arte Independiente en Madrid    | Galería Fundación Pons                                           | Madrid                         |
| 2023 | "Primavera en Madrid"                                        | Espacio Cultural Abierto                                         | Madrid                         |